# 109 Felicitas
Felicitas (asteroide 109) é um asteroide da cintura principal com um diâmetro de 89,44 quilómetros, a 1,8938483 UA. Possui uma excentricidade de 0,2974879 e um período orbital de 1 616,71 dias (4,43 anos).
109 Felicitas tem uma velocidade orbital média de 18,14040823 km/s e uma inclinação de 7,88606º.
Este asteroide foi descoberto em 9 de Outubro de 1869 por Christian Peters. Seu nome vem da personagem romana Felicitas.